# 毛瑟M24步槍
FN M24步槍是由比利時FN公司生產的毛瑟Gewehr 98步槍衍生型，發射7.92×57毫米毛瑟步槍彈，主要變更為將Gew 98步槍全長740毫米的槍管縮短至600毫米。其結構，外觀與捷克vz.24步槍相似。

## 历史
第一次世界大战和德国战败后，比利时制造毛瑟98的衍生产品，稍作修改。 步枪系列根据每个客户的需要进行修改。严格地说，FN M24/30的名称是不正确的，因为M24步枪不同于M30步枪。这种混淆源于两种型号在20世纪30年代同时出售。 最后一支FN毛瑟式步枪步枪是1964年生产的

### 比利时
比利时军队在二战前没有订购FN M24/30。二战后，FN公司为比利时陆军、比利时海军和殖民部队生产一些使用.22口径长步枪弹的训练用M24步枪。 比利时驻刚果部队还订购新生产的使用.30-06春田步枪弹M24/30(又称M50)步枪。直到1986年，这些步枪仍在比利时预备役军人手中使用。

### 玻利维亚
玻利维亚订购一定数量的M24/30步枪。 它们是在查科战争中使用的 1952年革命后还在使用。

### 中国
1930年至1934年，中华民国订购24000支FN M24/30，1937年至1939年期间订购165000支FN M30。 FN M30被广东兵工厂仿制为21式步枪，被浙江铁厂仿制为77式步枪(纪念七七事变)。此槍往往与同時期生產的中正式步槍（倣自毛瑟標準型步槍）混淆。
它们在中国内战和第二次中日战争期间使用, 二战结束后仍使用 到朝鲜战争期间。

### 哥伦比亚
20世纪30年代初，哥伦比亚购买使用7×57毫米毛瑟弹的FN M24/30步枪。 许多后来被改膛为使用.30-06春田步枪弹，与新生产的FN M50步枪一起服役。

### 刚果
二战后，比利时驻刚果部队接收数千支新制造的M24/30步枪。 还运送大约300支训练步枪。 刚果独立后，刚果危机爆发。 在这些冲突期间使用FN M24/30，出现在南开赛分离主义宪兵或辛巴叛军手中。

### 埃塞俄比亚
埃塞俄比亚帝国在1933-1935年间购买2.5万支7.92×57毫米的M24/30式步枪。 它们是在意大利入侵期间被用在战场上。

### 法国
1939年7月至12月，FN生产6500支8毫米M24/30步枪。它们可能在法国殖民地使用。

### 德国
德国入侵比利时后，德国二线部队使用FN制造的步枪。 比利时M24步枪被称为Gewehr 220 (b)或Karabiner 420 (b). 希腊的M30被称为Gewehr 285 (b).南斯拉夫的M24A被称为Gewehr 291/1 (j) 和M24B的Gewehr 291/2 (j).

### 希腊
在两次世界大战期间，希腊需要更多的步枪，1930年至1939年期间，希腊购买75000多支FN M24/30步枪。 它们被称为M1930。这些步枪在希意战争、德国入侵、希腊抵抗运动时期使用。

### 海地
20世纪30年代或者二战后， 海地订购使用.30-06春田步枪弹M24/30步枪。它们被全国民兵使用 上世纪90年代，它们还被存放在武器库中。

### 印度尼西亚
1946年至1950年间，荷兰Indische Ondernemers Bond公司(印尼商业联盟)购买2700支M24步枪用于私人安保任务，在荷兰改装成使用.308口径温彻斯特弹/7.62×51毫米北约弹。据报道，荷兰皇家印尼警方也使用些7.92×57毫米毛瑟弹的M24步枪，它们后来被自由巴布亚运动使用。

### 以色列
以色列在1950年代初购买一些FNM30步枪，最初使用7.92×57毫米毛瑟弹。它们是毛瑟Kar98k步枪的仿制品，后来被改装成发射7.62×51毫米北约弹。也色列还购买一些M24训练步枪。一些德国缴获的希腊毛瑟也是经由捷克斯洛伐克提供。

### 利比里亚
从20世纪30年代初到第二次世界大战结束，比利时制造的M24步枪是利比里亚边境部队制式步枪。

### 立陶宛
在20世纪30年代末，立陶宛购买超过75000支FN M30，与立陶宛军队的使用布鲁诺兵工厂制造的VZ.24完全相似。 两个都被称为 M24 L。

### 卢森堡
卢森堡在1930年左右订购一些FN M24/30步枪。它们后来德军缴获，并在德国占领卢森堡后被德军使用。

### 墨西哥
1926年和1927年，墨西哥订购大约35000支FN M4步枪，使用7毫米毛瑟弹。

### 摩洛哥
20世纪50年代，摩洛哥购买使用.308口径温彻斯特弹和.30-06春田步枪弹FN M50步枪。

### 巴拉圭
巴拉圭在20世纪30年代后期订购FN M24/30步枪，并将其称为M1935。 其他来源的7000支是1932年之前购买的，并在查科战争期间使用。 20世纪60年代，其中许多7.65毛瑟枪在巴西被改装为使用7.62×51毫米北约弹。

### 伊朗
1920年末，伊朗王国军购买一些FN M24步枪。

### 秘鲁
20世纪30年代末，秘鲁仿制FN 24/30。它有一个倒置的安全装置，它被转到步枪的左边被激活。这个7.65毫米的毛瑟版本被称为秘鲁M35步枪。 它们在1941年厄瓜多尔和秘鲁战争期间使用。 从1959年到1960年，据报道，他们被改装成使用.30-06春田步枪弹。

### 委内瑞拉
委内瑞拉在20世纪30年代中期订购16500支FN M30步枪，发射7毫米毛瑟弹。 一个非常小数字有6英寸(0.15米)长的枪管，被设计用来训练委内瑞拉奥林匹克队。更多FN M30步枪是在战后交付的。

### 阿拉伯半岛
20世纪30年代，沙特阿拉伯王国也门穆塔瓦基利亚王国购买大量的FN M30步枪。沙特阿拉伯在1945-1950年间购买“大量”FN步枪。一些沙特步枪可能在战后被送往也门。

### 南斯拉夫
在南斯拉夫生产的第一支毛瑟式步枪是M24。它的前身FN M24是由FN公司为南斯拉夫军队生产的，直到该国和FN签署购买步枪生产许可证的合同7.9毫米M24。几乎所有的M24都是在二战前或二战期间在克拉古耶瓦茨阿森纳工厂生产的。M24和FN M24几乎是相同的。所有M24步枪都能安装M-24/48刺刀。

### 其他用户
阿根廷在两次世界大战期间购买许多FN M24步枪和FN M30步枪。7×57毫米的FN M24也在1935年左右出口到哥斯达黎加。 厄瓜多尔购买7.65×53毫米FN M30步枪。罗马尼亚使用一些FN M24步枪。乌拉圭在20世纪30年代购买大约5000支7毫米FN M24步枪。土耳其是其用户之一。
在尼加拉瓜革命期间，桑地诺民族解放阵线使用FN M24步枪。

## 使用國
- 阿根廷[55]
- 比利时[5]
- 玻利维亚[9]
- 中華民國[13]
- 中华人民共和国[15]
- 哥伦比亚[17]
- 刚果民主共和国[19]
- [56]
- 荷屬東印度[37]
- [57]
- 埃塞俄比亚帝国[22]
- 法國[23]
- 納粹德國[25]
- 希臘王國[31]
- 海地[33]
- 伊朗[46]
- 以色列[38]
- 利比里亚[39]
- 立陶宛[20]
- 盧森堡[41]
- 墨西哥[42]
- 摩洛哥[43]
- 尼加拉瓜桑地诺民族解放阵线[60]
- 自由巴布亚运动[37]
- 巴拉圭[44]
- 秘魯[47]
- 罗马尼亚王国[58]
- 沙烏地阿拉伯[52]
- 乌拉圭[59]
- 委內瑞拉[50]
- 也门王国[51]
- 南斯拉夫[61]

## 資料來源
1. ↑  Smith, W. H. B; Smith, Joseph E. . National Rifle Association. 1963: 116–117 [1948].
2. ↑  Ball 2011，第43頁.
3. ↑  Vanderlinden, Anthony. . 5 December 2015  [2019-06-20]. （原始内容存档于2019-06-20）.
4. ↑  Smith 1969，第212頁.
5. 1 2 3  Ball 2011，第41頁.
6. ↑  Smith 1969，第218頁.
7. ↑  Ball 2011，第36&43頁.
8. 1 2 3  Guillou, Luc. . Gazette des Armes. No. 391. October 2007: 50–53  [2019-06-20]. （原始内容存档于2019-06-20）.
9. 1 2 3  Smith 1969，第219頁.
10. 1 2  Alejandro de Quesada. . Osprey Publishing. 20 November 2011: 23  [2019-06-20]. ISBN 978-1-84908-901-2. （原始内容存档于2019-08-18）.
11. ↑  Huon, Jean. . Small Arms Review. Vol. 17 no. 3. September 2013  [2019-06-20]. （原始内容存档于2019-08-19）.
12. 1 2  Reynolds, Dan. . carbinesforcollectors.com.   [22 January 2019]. （原始内容存档于2016-06-07）.
13. 1 2  Ball 2011，第81頁.
14. ↑  Ness, Leland; Shih, Bin. . Helion & Company. July 2016: 262  [2019-06-20]. ISBN 9781910294420. （原始内容存档于2019-08-13）.
15. 1 2 3  Ball 2011，第87頁.
16. ↑  Jowett, Philip. . General Military. Osprey Publishing. 20 Nov 2013: 333. ISBN 9781782004073.
17. 1 2  Ball 2011，第106頁.
18. ↑  Ball 2011，第107頁.
19. 1 2  Abbot, Peter. . Oxford: Osprey Publishing. February 2014: 45. ISBN 978-1-78200-076-1.
20. 1 2 3 4 5  Ball 2011，第42頁.
21. ↑  Vanderlinden 2016，第297-299頁.
22. 1 2  Ball 2011，第131-132頁.
23. 1 2  Ball 2011，第135頁.
24. ↑  Ball 2011，第48頁.
25. 1 2  Ball 2011，第219頁.
26. ↑  Ball 2011，第422頁.
27. ↑  Ball 2011，第423頁.
28. ↑  Ball 2011，第424頁.
29. ↑  Ball 2011，第426頁.
30. ↑  Smith 1969，第451頁.
31. 1 2  Ball 2011，第237頁.
32. 1 2  Vanderlinden 2016，第308頁.
33. 1 2 3  Ball 2011，第240頁.
34. ↑  Vanderlinden 2016，第[页码请求], Chapter Haiti頁.
35. ↑  . wwiiafterwwii.wordpress.com. 9 June 2015  [2019-06-20]. （原始内容存档于2019-06-20）.
36. ↑  Ball 2011，第408-409頁.
37. 1 2 3 4  Ball 2011，第49頁.
38. 1 2  Ball 2011，第245頁.
39. 1 2  Ball 2011，第247頁.
40. ↑  Ball 2011，第249頁.
41. 1 2  Ball 2011，第251頁.
42. 1 2  Ball 2011，第261頁.
43. 1 2  Ball 2011，第263-264頁.
44. 1 2  Ball 2011，第235頁.
45. ↑  Ball 2011，第52頁.
46. 1 2  Ball 2011，第280頁.
47. 1 2  Ball 2011，第291頁.
48. ↑  Jowett, Philip. . Men-at-Arms 519. Osprey Publishing. 28 Jun 2018: 46  [2019-06-20]. ISBN 9781472826282. （原始内容存档于2019-08-22）.
49. ↑  . carbinesforcollectors.com.   [22 January 2019]. （原始内容存档于2019-06-20）.
50. 1 2  Ball 2011，第397頁.
51. 1 2 3  Ball 2011，第399頁.
52. 1 2  Ball 2011，第306頁.
53. ↑  Ball 2011，第53頁.
54. ↑  . wwiiafterwwii.wordpress.com. 9 September 2018  [2019-06-20]. （原始内容存档于2019-04-27）.
55. 1 2  Ball 2011，第9頁.
56. 1 2  Ball 2011，第111頁.
57. 1 2  Ball 2011，第129頁.
58. 1 2  Ball 2011，第304頁.
59. 1 2  Ball 2011，第390-393頁.
60. 1 2  Ball 2011，第267頁.
61. ↑  Ball 2011，第307頁.

## 外部鏈接
- （英文）-{Arming the Lion of Judah: Ethiopian FN Mauser Rifles & Carbines}  （页面存档备份，存于）
- （英文）-{How a Kar98k Works}  （页面存档备份，存于）